# Rouwrandmoskommetje
Het rouwrandmoskommetje (Bryoscyphus atromarginatus) is een schimmel behorend tot de familie Helotiaceae. Het komt voor op stervende thalli van het parapluutjesmos (Marchantia polymorpha).

## Kenmerken
De asci zijn 8-sporig en meten 100-125 × 5,5-7,0 µm. De ascosporen zijn hyaliene, eencellig, met kleine groene oliedruppels en meten (10,2) 11,0-13,2 (-15,5) × (3,4-) 3,6-4,2 (-4,8) µm. De parafysen hebben bruin/gele vulsel en meten 3,0 µm aan de top.

## Verspreiding
Het rouwrandmoskommetje komt in Nederland vrij zeldzaam voor.